# Ericailcane

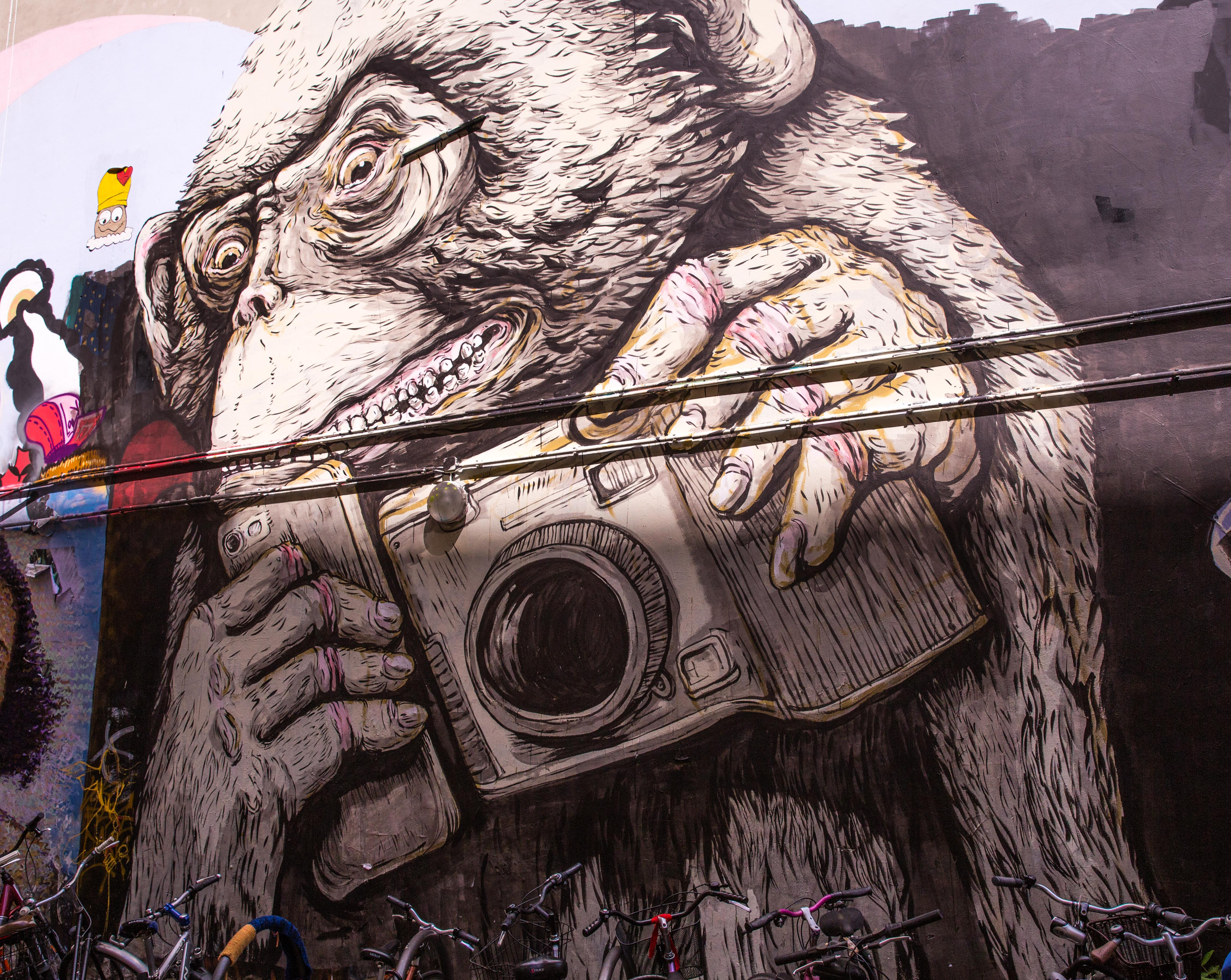
Berlin, 2014

Ericailcane (geb. um 1980 in Belluno, Italien) ist das Pseudonym eines italienischen bildenden Künstlers. Seine künstlerische Arbeit umfasst vor allem Graffiti, Streetart, Illustrationen und Zeichnungen und beinhaltet überwiegend die Darstellung von Tierfiguren. Nach Angabe des italienischen Kulturinstituts in Chicago gehört Ericailcane zu der neuen Generation europäischer Straßenkünstler, die die Gestaltung des öffentlichen Raums revolutioniert haben.
Ericailcane betreibt Urban Art etwa seit Beginn der 2000er Jahre. Seine Wandbilder und Installationen finden sich in mehreren europäischen Ländern, im Westjordanland und in Nord, Mittel- und Südamerika. Im deutschsprachigen Raum ist er mit einem Werk in Berlin-Mitte vertreten. Das Wandbild aus dem Jahr 2014 in den Höfen am Anne Frank Zentrum (Rosenthaler Straße 39) zeigt einen Gorilla, der eine Kamera auf die Passanten in der Gasse richtet. Seine Bilder wurden auf verschiedenen Ausstellungen vorgestellt.

## Biografische Angaben und künstlerischer Werdegang
Ericailcane wurde in Belluno geboren, einer Stadt im nördlichen Teil Venetiens. Schon früh regte sein Vater, ein Naturwissenschaftler, die schöpferische Phantasie seines Sohnes an, die sich später in seinen anthropomorphen und personifizierten Tierdarstellungen ausdrückte. Seine künstlerischen Fertigkeiten vertiefte Ericailcane durch ein Studium an der Kunsthochschule in Bologna (Accademia di belle arti di Bologna). An der Akademie belegte er unter anderem Kurse zur Videokunst und kam in Kontakt zu Streetart-Künstlern. Insbesondere mit Blu, den das Goethe-Institut Madrid inzwischen zu den international bedeutendsten und kritischsten Street-Artisten des Muralismus zählt, begann er eine intensive Zusammenarbeit, bei der sich beide künstlerisch ergänzten. Während Blu seine charakteristischen, oft skurrilen menschlichen Figuren kreierte, malte Ericailcane die für ihn typischen Tiere.
Die ersten Arbeiten Ericailcanes im öffentlichen Raum waren Graffiti, die er vornehmlich an den zahlreichen, teils besetzten autonomen Kulturzentren (Centri Sociali Autogestiti) in Bologna platzierte. Die selbstverwalteten Kulturzentren (o C.S.A.), die als Wiege des italienischen Hip-Hop gelten, entsprechen in etwa den Autonomen Zentren in Deutschland. Auch seine ersten Wandbilder malte er zum Teil auf die Fassaden dieser Zentren. Als eines der bekanntesten Werke gilt in Italien Ericailcanes Gemeinschaftsarbeit mit Blu aus dem Jahr 2005 am Crash in der Bologneser Via Avesella. Das Crash, in der damaligen Autonomen Zone Bolognas (Bologna Autonomous Zone, kurz BAZ) gelegen, gehörte mit einer rigiden Kapitalismus- und Konsumkritik zu den radikalsten Centri Sociali Autogestiti. Zwei Fassaden des zu dieser Zeit besetzten, ersten Crash-Sitzes versahen die Künstler mit Figuren, die nach Auffassung von Karin Cruciata ihre Verbundenheit mit den Zielen der Hausbesetzer ausdrücken, das gemeinschaftliche Recht am öffentlichen Raum im Sinne der Bewegung Reclaim the Streets durchzusetzen und die kapitalistische Globalisierung zu bekämpfen. Bereits die Technik der Campitura (Gemälde mit nur einer Farbe), die Figuren in heller weißer Farbe auf die schmutzige, bröckelnde Gebäudefassade aufzubringen, verweise auf einen elenden Zustand des zerfallenden öffentlichen Raums. Die nach wie vor vorhandenen (Stand 2014), beängstigenden und verstörenden Figuren seien auch über die Räumung des Kulturzentrums im August 2007 durch Carabinieri und Polizei hinaus geeignet, in ironischer Art und Weise Debatten über die Versäumnisse der Gesellschaft anzustoßen.
Trotz seiner Aversion gegen den Kunstmarkt nahm Ericailcane später eine gelegentliche Zusammenarbeit mit Galerien auf. Dazu zählen unter anderem Biagiotti Progetto Arte in Florenz, D406 in Modena und Squadro in Bologna. Zudem beteiligte er sich an der Webseite Pictures on Walls der Londoner Lazarides Gallery, die zur Promotion der Streetart gegründet worden war und Werke von Künstlern wie Banksy, Stanley Donwood und 3DJ vermarktet. Im Sommer 2007 war er mit Blu auf der Ausstellung Super Fluo der Lazarides Gallery vertreten. Die Ausstellung in Soho war ausschließlich den beiden italienischen Künstlern gewidmet und präsentierte Zeichnungen aus ihrem Werk.

## Werke

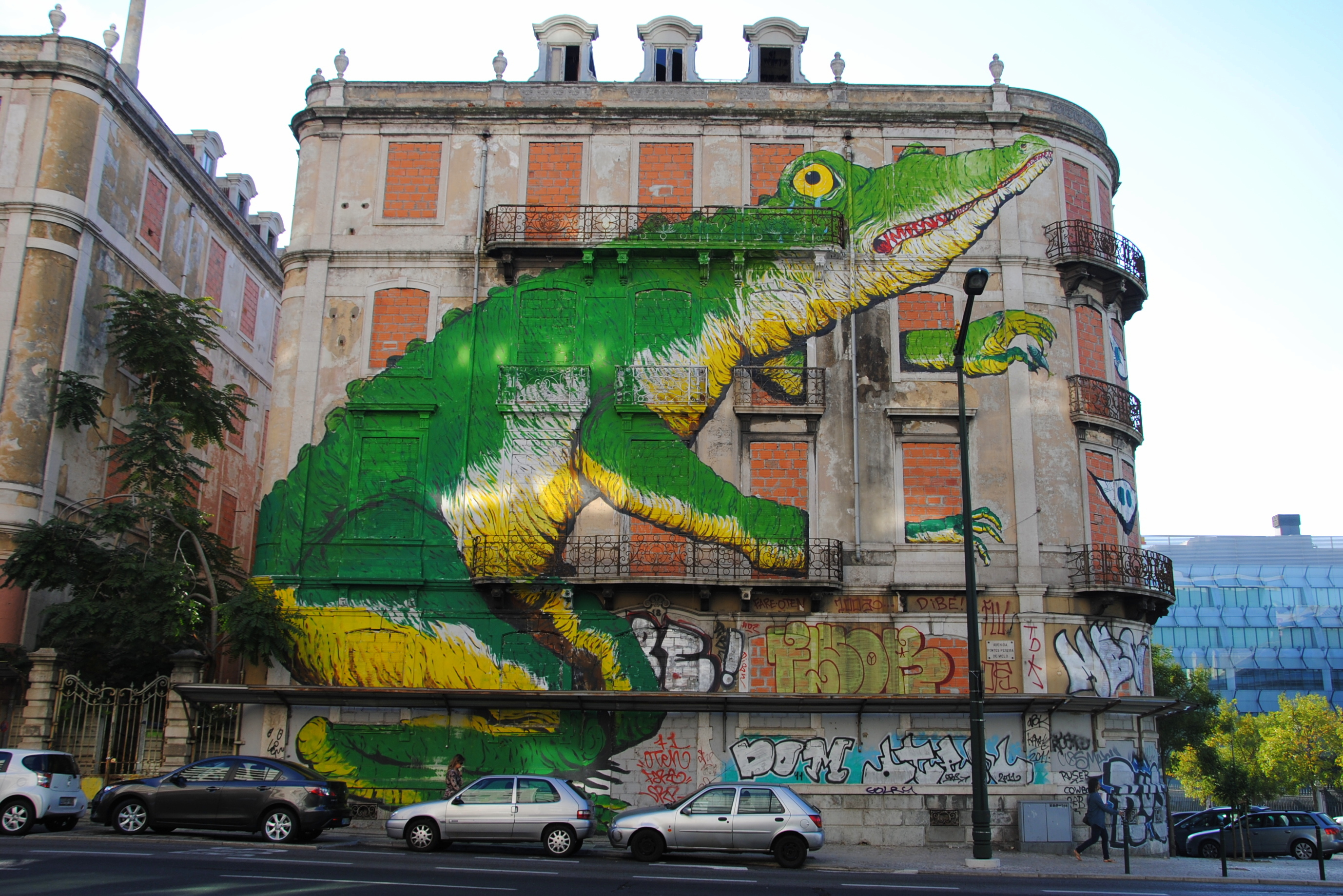
Projecto Crono, Lissabon, 2010

Die Darstellungen Ericailcanes zeichnen sich durch wissenschaftliche Präzision aus. Seine aquatischen und terrestrischen Tierfiguren stellt er meist in menschlichen Zusammenhängen dar, die oft mit sozialen und ökologischen Botschaften aufgeladen sind. Die majestätischen, monströsen und beängstigenden Figuren seiner Wandbilder ähneln Gravuren von Bestien aus dem späten Mittelalter. Inspiriert von den Kinder-Illustrationen der Viktorianischen Zeit, stehen die Werke in der Tradition des französischen Zeichners Grandville, der Mischwesen aus Teilen von Menschen, Tieren und Gewächsen malte, um bestimmte Eigenschaften der Dargestellten zu charakterisieren. Seine Bilder erinnern zudem an die faszinierenden und zugleich erschreckenden Fabelwesen und Dämonen von Hieronymus Bosch. Die gleiche Ikonographie zeigt sich in Ericailcanes Zeichnungen, Collagen und Installationen wie beispielsweise in einer Arbeit, die er im Jahr 2009 im Auftrag der Stadt Bologna für das traditionelle Vecchione auf der Piazza Maggiore schuf.

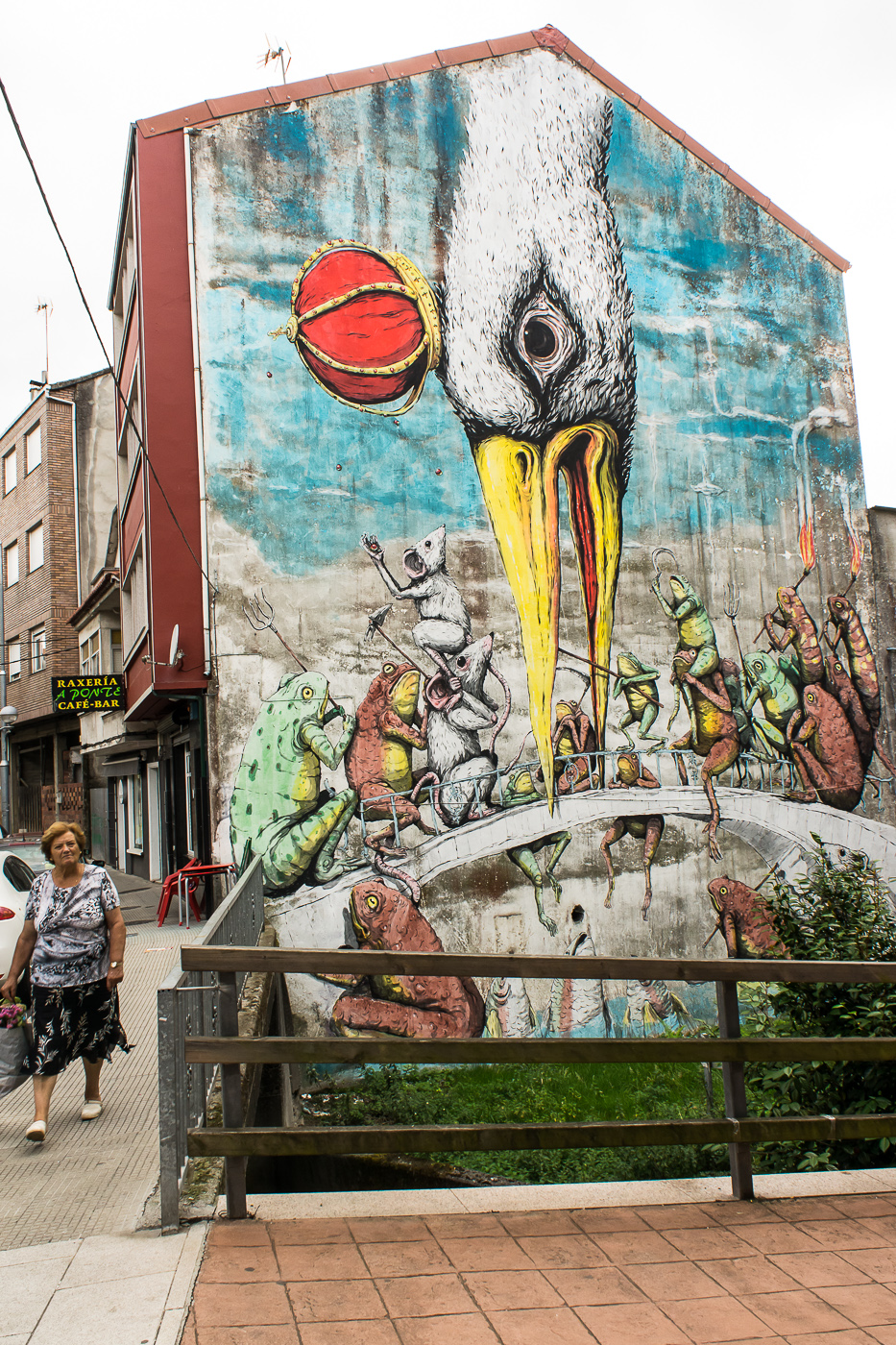
Ordes, 2012

Seine Werke finden sich in Italien, England, Spanien, Frankreich, Belgien, Tschechien, Norwegen, Deutschland (Berlin), im Nahen Osten, Marokko, in den Vereinigten Staaten von Amerika, in Mexiko, Ecuador, Bolivien, Nicaragua, und Kolumbien. Insbesondere außerhalb Italiens schuf er einen großen Teil der Wandbilder auf Streetart- oder Urbanart-Festivals, zu denen er eingeladen war. Ein Werk aus dem Jahr 2010 entstand beispielsweise auf dem Lissaboner Crono Project, einem Projekt zur kreativen Aneignung des öffentlichen Raums, an dem auch Blu und die brasilianischen Brüder Os Gêmeos beteiligt waren. Das Werk von Ericailcane, ein riesiges Krokodil, befindet sich an einem unbewohnten, ehemals repräsentativen Gebäude in der Avenida Fontes Pereira de Melo im Zentrum der Stadt, nahe dem U-Bahnhof Picoas.
In Stavanger, Sitz des Norwegischen Ölmuseums und zahlreicher internationaler Ölfirmen, nahmen sich Ericailcane und Blu der BP-Ölkatastrophe aus dem Frühjahr 2010 und der bedrohten Tierwelt an. Anlässlich des Nuart Festivals 2010 stellten sie auf dem Speicherturm einer alten Fabrik im unteren Bereich rundum das blaue Meer dar, in dem ölverschmierte Fische und Vögel nach Luft schnappen und anklagend zu Blus Figur hochschauen. Die skelettierte, aus gelben Pipeline-Stücken zusammengesetzte Figur hält einen aus einem Fass geformten und mit Öl gefüllten Trinkbecher in der Hand. Auf der gegenüberliegenden Fassadenseite lässt Ericailcane ein rotes Ölfass im Wasser schwimmen, auf dem ein grau-weißer Seehund ein kleineres, gelbes Ölfass auf der Nasenspitze balanciert.
Im Jahr 2012 nahm er am Urbanart-Festival DesOrdes Creativas in Ordes (Órdenes) in der galicischen Comarca Ordes teil. Die fensterlose Seitenfassade eines Wohnhauses bemalte er mit einem riesigen Storchenschnabel mit einer Krone auf dem Kopf, der von einer Brücke vermenschlichte Frösche, Mäuse und Käfer pickt, die sich mit Fackeln, Lanzen und Sensen wehren – laut dem Webmagazine StreetArtNews eine Allegorie auf die Revolution, in der die Arbeiterklasse versucht, die Bourgeoisie zu stürzen. Im November 2013 widmete das Museo de Arte Contemporáneo (Museum für zeitgenössische Kunst) in Bogotá, Kolumbien, Ericailcane eine Ausstellung, zu der er die Eingangsfassade mit einem Reptil bemalte, das einem Pferd ein Spruchband mit der von Brecht entlehnten lateinischen Inschrift Lux in Tenebris (Licht in der Dunkelheit) entreißt. In seinem frühen Einakter Lux in Tenebris hatte Bertolt Brecht den engen Zusammenhang zwischen Vernunft und Lust, zwischen Idealismus und Ausbeutung bloßgelegt. Im Februar 2015 schuf er anlässlich des Streetart-Projekts Manifesto in Mexiko-Stadt eine Affenfigur, die ein Band in den Farben der mexikanischen Flagge um den Hals trägt. Das Werk wurde kurz darauf zensiert, indem die grün-weiß-roten Farben der Trikolore eingeschwärzt wurden.

## Ausstellungen, Videos und Druckwerke (Übersicht)
Ericailcane stellt Videos, überwiegend Making-ofs seiner Wandbilder, und Animationen unter freien Lizenzen bei YouTube oder Vimeo ein. Zudem listet er sie auf seiner Homepage, über die sie direkt abgerufen werden können. Darüber hinaus dokumentiert er auf der Homepage fortwährend sämtliche Wandbilder, Zeichnungen und sonstigen Werke.

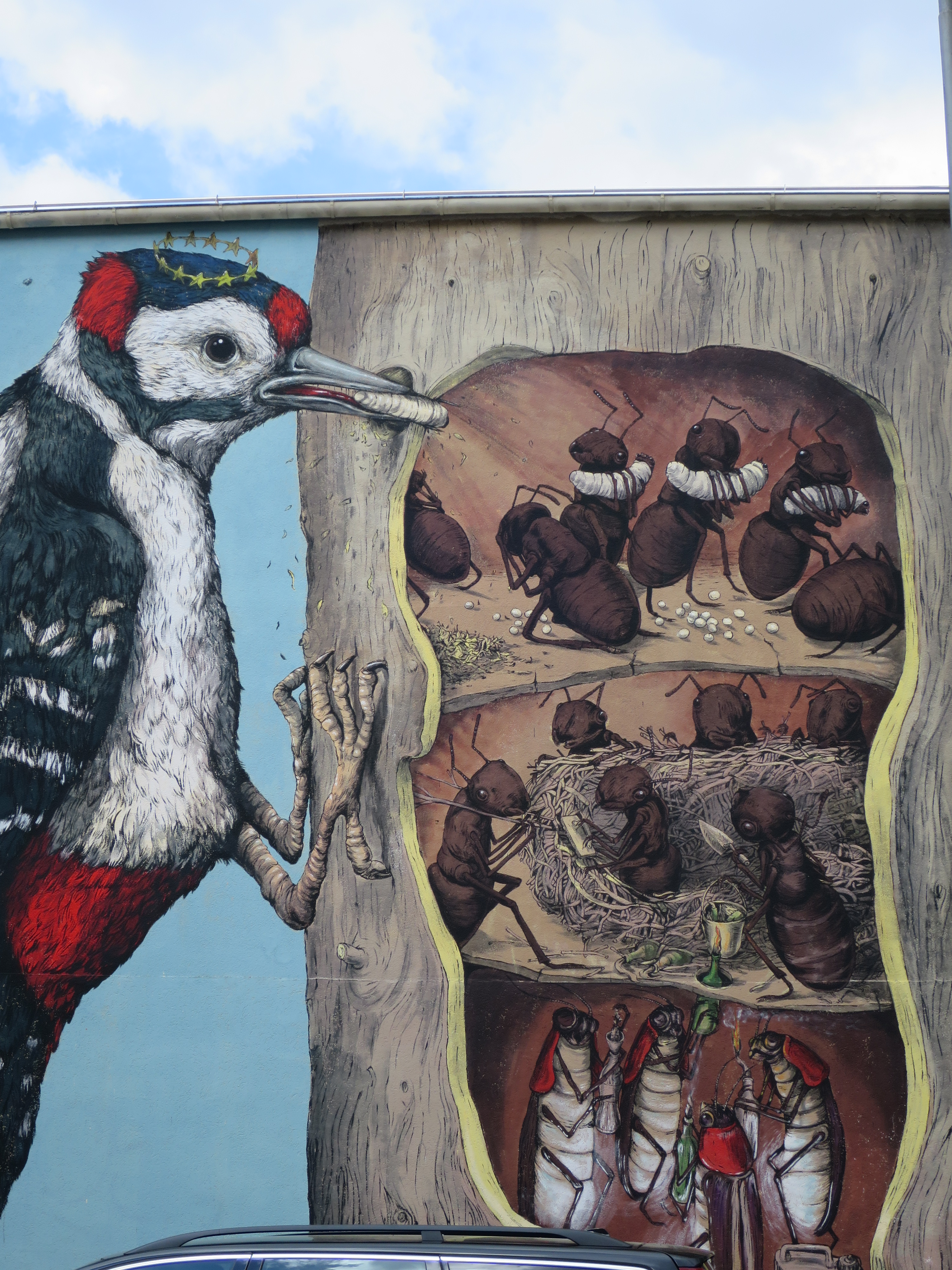
Wandbild in München (2015)

### Beteiligungen an Ausstellungen und Festivals (Auswahl)
- 2004 – Ericailcane. Incisioni @Sesto Senso, Bologna, Italien
- 2005 – Ericailcane. Gli animali e i loro uomini, Rovereto, Italien
- 2005 – De motu muscolari @ Spinafestival, Comacchio, Italien
- 2006 – Santa's Ghetto, London, England
- 2007 – Torre di Babele, Monfalcone, Italien
- 2007 – Santa's ghetto, Bethlehem, Westjordanland (Weihnachten 2007)
- 2008 – Ora, Cuenca, Ecuador
- 2008 – Muffins, Chicago, USA
- 2008 – Fur, Barcelona, Spanien
- 2008 – Il numero delle bestie, Modena, Italien
- 2009 – Gabols, Belluno, Italien
- 2009 – Man Is The Bastard, Los Angeles, USA
- 2009 – Guerra civile, Mailand, Italien
- 2010 – With Kabu, Florenz, Italien
- 2010 – Bara Volante con Dem e Run, Brighton, England
- 2010 – Breaking The World, Breslau, Polen
- 2010 – Projecto Crono, Lissabon.[9]
- 2010 – Nuart Festival, Stavanger, Norwegen[17]
- 2011 – Il canto della foresta, Modena, Italien
- 2012 – Una vita violenta, Mexiko-Stadt, Mexiko
- 2012 – Canards con Gabo, Niort, Frankreich[1]
- 2013 – Ericailcane en el Museo de Arte Contemporáneo, Bogotá, Kolumbien
- 2015 – Positive-Propaganda x Ericailcane, München, Deutschland

### Videos („Making-of“) und Animationen (Auswahl)
- 2003 Helicobacter Pylori, digitale Animation, Musik von My Own Parasite, 5'26".
- 2004 Le Corbeau, digitale Animation, Musik von LUM (Dominique Vaccaro), 1'04".
- 2005 Il galeone, digitale Animation, Musik von Ronin (italienische Rock-Band), 4'26".
- 2007 BLU + ERICAILCANE, Video von Lorenzo Fonda im Auftrag der Spatio Razmataz Galerie, Prato, 2007. Kurzdokumentation über das illegale nächtliche Bemalen einer Hauswand in Prato durch die beiden Streetart-Künstler.[18]
- 2008 Ericailcane at Fame festival, Video, 1'28".
- 2008 Back to School, mit Davide Zucco, Video, 4'04".
- 2009 Bartleby 30 e lode, mit Will Barras und Dem, Video, 3'52".
- 2009 Il numero delle bestie, digitale Animation, Musik von Carlomargot (italienisches Experimental-Duo) und Ronin, 4'56".
- 2009 Ammazzarne uno per educarne 100, digitale Animation, Musik von Carlomargot, 4'40".
- 2009 Ericailcane contro Attack, Video, Musik von Carlomargot, 2'05".
- 2012 Canards, mit Gabo (Assistent Ericailcanes), Video, Musik von Carlomargot, 2'16".
- 2012 Balena, mit Gabo, Video, 1'05".
- 2012 Uccello, mit Gabo, Video, 2'43".
- 2012 Racconti dal sottobosco, digitale Animation, Musik von Alessandro „cuerno de chivo“ Rinaldi, 6'08".
- 2013 Drogheda, Ireland, mit Gabo, Video, 2'27.[1]

### Bücher
- 2005 – Blu/Ericailcane: 25 disegni. Zooo Print and Press. (Split book, 48 Seiten mit 25 Zeichnungen je Künstler.)[19]
- 2008 – Ericailcane: Il numero delle bestie. Logos/D406.
- 2009 – Leonardo/Ericailcane: Potente di fuoco. Disegni su carta 1985/2009, Modo Infoshop.
- 2012 – Ericailcane/Stefano Ricci: Così su due piedi. Squadro/Modo Infoshop/Mami Verlag.
- 2012 – Ericailcane: Il canto della foresta. Modo Infoshop/D406/Zooo Print and Press.
- 2012 – Ericailcane: L'albero della conoscenza Stampa Alternativa.